# だいち4号
だいち4号（ALOS-4）は、宇宙航空研究開発機構（JAXA）が開発・運用する地球観測衛星。計画名は先進レーダ衛星。2024年7月1日に打ち上げられ、2025年4月から定常運用を開始した。
だいち2号の後継機として開発され、フェーズドアレイ方式Lバンド合成開口レーダーPALSAR-3により地表を観測する。だいち2号と同じく高度628kmの太陽同期準回帰軌道を14日で回帰する。防災・災害対策、国土保全・管理、海洋監視、食料資源・エネルギーの確保、地球規模の環境問題の解決等への貢献を目的としている。開発費は316億円。

## 概要
「だいち」シリーズは高分解能と広域観測幅と連続撮像可能時間の両立が特徴であり、このうちレーダ衛星はLバンド合成開口レーダのPALSARシリーズを搭載することで、CバンドやXバンドなどの高周波数帯域を使用する他のレーダ衛星と比べて効果的に植生を透過して地盤や地殻変動を観測することができる。
だいち4号の運用開始後も先代のだいち2号は並行して運用される。

## 歴史
- 2016年（平成28年）11月24日 - プロジェクト移行[5]。
- 2024年（令和6年）7月1日12時6分 - H3ロケット 3号機により打ち上げ[8]。
- 2025年（令和7年）4月1日 - 初期校正検証運用を終了し、定常運用開始[9]。計画では初期校正期間は3ヶ月を予定していたが、新規技術であるデジタルビームフォーミングを使用した観測画像の画質調整のため延長されていた[10]。

## 搭載機器

### PALSAR-3（フェーズドアレイ方式Lバンド合成開口レーダ-3）
新技術のデジタルビームフォーミングSARが採用された新型合成開口レーダのPALSAR-3 (Phased Array type L-band Synthetic Aperture Radar-3) を搭載することでだいち2号からさらに高性能化する。だいち2号のPALSAR-2は分解能1m×3mのスポットライトモードでの観測範囲は25km四方であったが、だいち4号では35km四方の観測が可能となる。まただいち2号では分解能3mの高分解能モードの観測幅が50kmであったが、だいち4号では同分解能で200kmの観測幅が可能となる。さらにだいち2号では分解能100mの広域観測モードの観測幅が350kmであったが、だいち4号では分解能25mで700kmの観測幅が可能となる。前例のない高分解能と広域観測幅の両立が実現することで、高分解モードによる日本全域観測がだいち2号では年4回しかできなかったが、だいち4号では年20回（2週に1回）できるようになる。

#### 観測モード
- スポットライト（Spotlight）
  - 分解能：3m（Rg：電波照射方向）×1m（Az：衛星進行方向）[11]
  - 観測幅：35km（Rg）×35km（Az）
- 高分解能（Stripmap）
  - 分解能：3m、6m、10m
  - 観測幅：200kmまたは100km
- 広域観測（ScanSAR）
  - 分解能：25m（1look）
  - 観測幅：700km（4scan）[11]

観測可能範囲は、衛星進行方向に直交する方向に左右各1160km、入射角にして8°から70°、通常の高分解能モードでの観測では右観測・観測幅200km・入射角にして30°から44°である。

### SPAISE3（衛星搭載船舶自動識別システム実験-3）
だいち2号に引き続いて船舶自動識別信号受信機（AIS）が搭載され、AIS陸上局の受信範囲が沿岸から最大55km程度なのに対し、衛星搭載型では直径約5,000kmの範囲から発せられるAIS信号を受信できる。新型AISの「SPAISE3」は5mの大型アンテナに8つのアンテナ素子で構成されデジタルビームフォーミングによる信号合成処理するなど混信域対策がされ、船舶過密海域での船舶の検出性能がだいち2号に比べて向上する。サクセスクライテリアは東シナ海で1日積算300隻以上の船舶AISを受信することとしている。受信したAIS信号は政府機関に提供され、SARによる観測データと重ね合わせることでAIS信号を発していない船舶等を確認するなど、海洋状況把握（MDA）に貢献する。衛星搭載システム・地上システムは日本電気が開発。

### 通信機器

#### 高速直接伝送系
地上との直接伝送にはKaバンドを使用し、2台のアンテナで各1.8Gbpsの通信を多重化させ3.6Gbpsの通信を実現する。通信信号の高出力化で課題となる信号のひずみへの対策として、デジタル変調器でひずみを補償するDPD機能を搭載しており、降雨による信号減衰でも安定した通信を実現する。通信する地上局は筑波宇宙センターと地球観測センター。
このKaバンドによる通信は、2024年7月23日に地球観測衛星による地上局への最も高速な電波通信の直接ダウンリンク通信速度（3.6Gbps）を達成したとして、ギネス世界記録に認定された。

#### 光衛星間通信システム（LUCAS）
静止軌道上に配置した光データ中継衛星との光通信で地上との通信を中継することにより、だいち4号が地上局と直接通信する場合に比べて約4倍の通信時間を確保することが可能となる。通信速度は1.8Gbps。地上と直接通信不可能なエリアを観測しながらデータをリアルタイムに地上へ伝送したり、地上からだいち4号に向けてコマンドを送ることも可能となる。

## 外部サイト
- 先進レーダ衛星 (JAXA)
- だいち4号（ALOS-4） (JAXA 第一宇宙技術部門)